# John R. Cherry III
John R. Cherry III (Nashville, 11 de outubro de 1948 – 8 de maio de 2022) foi um diretor e roteirista norte-americano, mais notável por dirigir comerciais e filmes estrelando Jim Varney como Ernest P. Worrell. Ele baseou o personagem em um homem que trabalhava para o pai que achava que sabia tudo, mas não sabia nada.
Cherry morreu de doença de Parkinson em 8 de maio de 2022, aos 73 anos.

## Filmografia
- Pirates of the Plain (1999)
- The All New Adventures of Laurel & Hardy em 'For Love or Mummy' (1999)
- Ernest in the Army (1998)
- Ernest Goes to Africa (1997)
- Slam Dunk Ernest (vídeo) (1995)
- Ernest Rides Again (1993)
- Ernest Scared Stupid (1991)
- Ernest Goes to Jail (1990)
- Ernest Saves Christmas (1988)
- Ernest Goes to Camp (1987)
- Hey, Vern, Win $10,000 (vídeo) (1987)
- Dr. Otto and the Riddle of the Gloom Beam (1986)
- The Ernest Film Festival (vídeo) (1986)
- Knowhutimean? Hey Vern, It's My Family Album (vídeo) (1983)